# Palle Huld

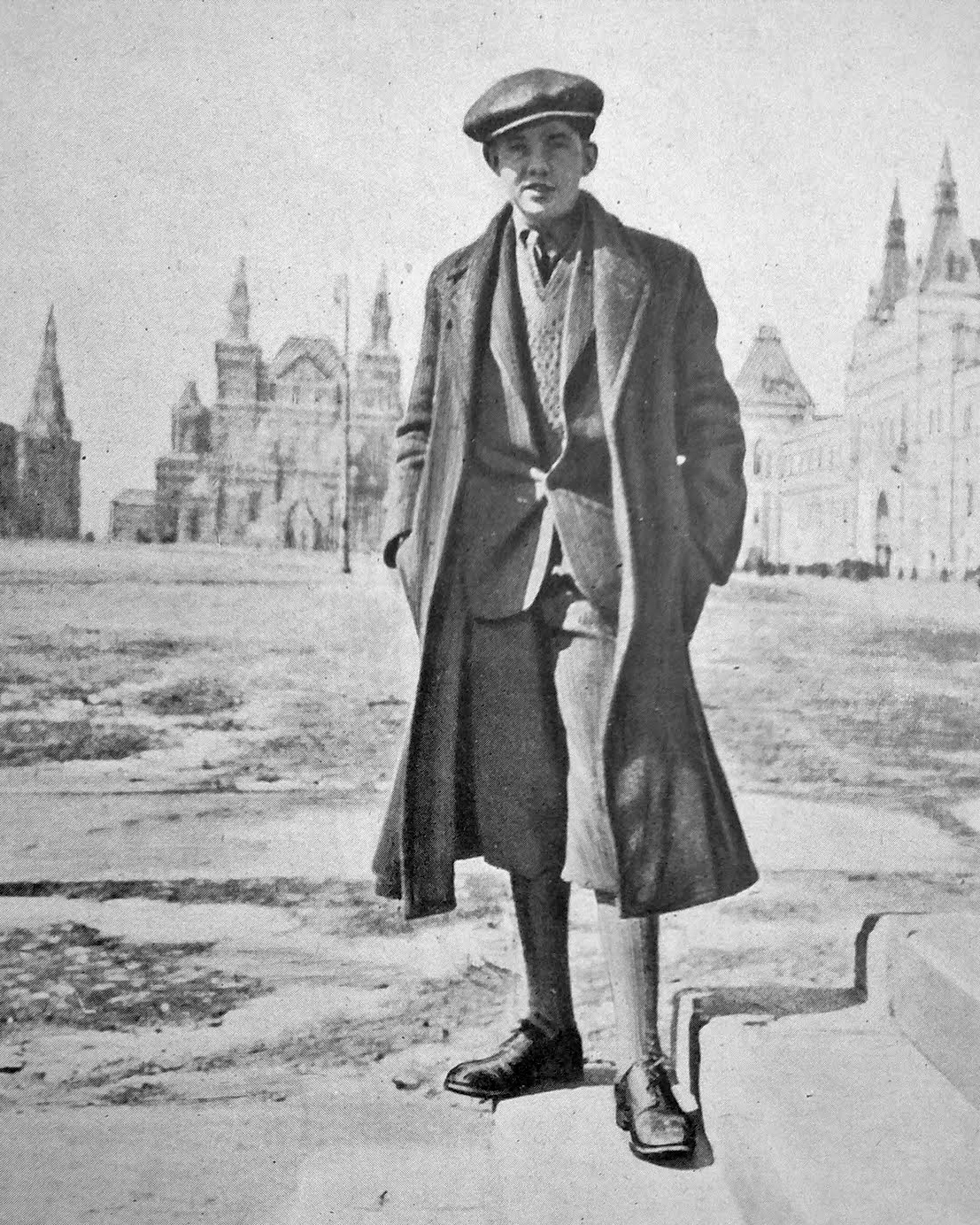
Imagem de Palle Huld.

Palle Huld (2 de agosto de 1912 - 26 de novembro de 2010) foi um ator de cinema dinamarquês. Ele apareceu em 40 filmes entre 1933 e 2000.